# Route 7 (Oman)
Die Route 7 oder R7 ist eine Autobahn im Sultanat Oman. Die Autobahn führt vom Falaj al Qabail R/A bis zum Tawi al Rawashid R/A nahe der Grenzstadt Buraimi. Eigentlich verläuft die Route 7 noch weiter bis ins Zentrum von Buraimi und dann weiter in den Vereinigten Arabischen Emiraten, doch ausgeschildert ist dieses Teilstück nicht. Die R7 ist auf ganzer Strecke mit jeweils zwei Fahrspuren ausgebaut. Anstatt R7 ist die Bezeichnung „Sohar-Buraimi Road“ üblich.

## Verlauf in der Region Schamal al-Batina
Der Anfang ist am Falaj al Quabil R/A auf der Route 1, von hier gelangt man in Richtung Süden nach Suhar und Maskat und in Richtung Norden nach Schinas und in die Vereinigten Arabischen Emirate. Nach 3 Kilometern ist die erste Ausfahrt zum Flughafen Suhar. Nach weiteren 20 Kilometern durch die offene Wüste befinden sich einige Kupferminen und die Siedlung al-Mulayna. Bis zur Grenze zur Region al-Buraimi liegen nur drei kleine Siedlungen auf 20 Kilometern verstreut: Suhayla, Chan und Hansi.

## Verlauf in der Region al-Buraimi
Ab der Grenze zur Region Schamal al-Batina bis zum omanischen Grenzkontrollposten sind es 15 Kilometer, auf dieser Strecke liegen mehrere Dörfer wie Hayl, Rabi und al-Wasit. Die Grenzstation steht aus jenem Grund mitten im Staatsgebiet des Omans, weil die Grenze nicht offiziell festgelegt wurde, sie dient nur als Kontrollpunkt. 8 Kilometer nach der Grenzstation befindet sich der Humaydah R/A. Von hier aus führt eine Nebenstraße über 75 Kilometer in den Norden bis zur Route 5. Ebenso führt eine Straße in den Ort Humayda. Die Route 7 führt noch 15 Kilometer weiter bis zum Tawi al Rawashid R/A. Hier ist das eigentliche Ende der Route 7, die Straße in Richtung Süden führt in die Vereinigten Arabischen Emirate, die Straßenzahl ist E7. Sie führt an der Grenze entlang, bis sie in die Route 21 einmündet.

## Theoretisches weiteres Teilstück bis nach Buraimi
Nach dem Tawi al Rawashid R/A führt die Straße über 18 Kilometer bis ins Zentrum der Grenzstadt Buraimi, auf der Strecke liegt gleich zu Beginn die Universität Buraimi. 5 Kilometer vor dem Zentrum beginnt Buraimi. Am Central-Buraimi R/A endet aber auch dieser Teil, denn dahinter liegt der emiratische Teil Buraimis, al-Ain. Die R7 geht hier in die E66 über.